# Belka y Strelka

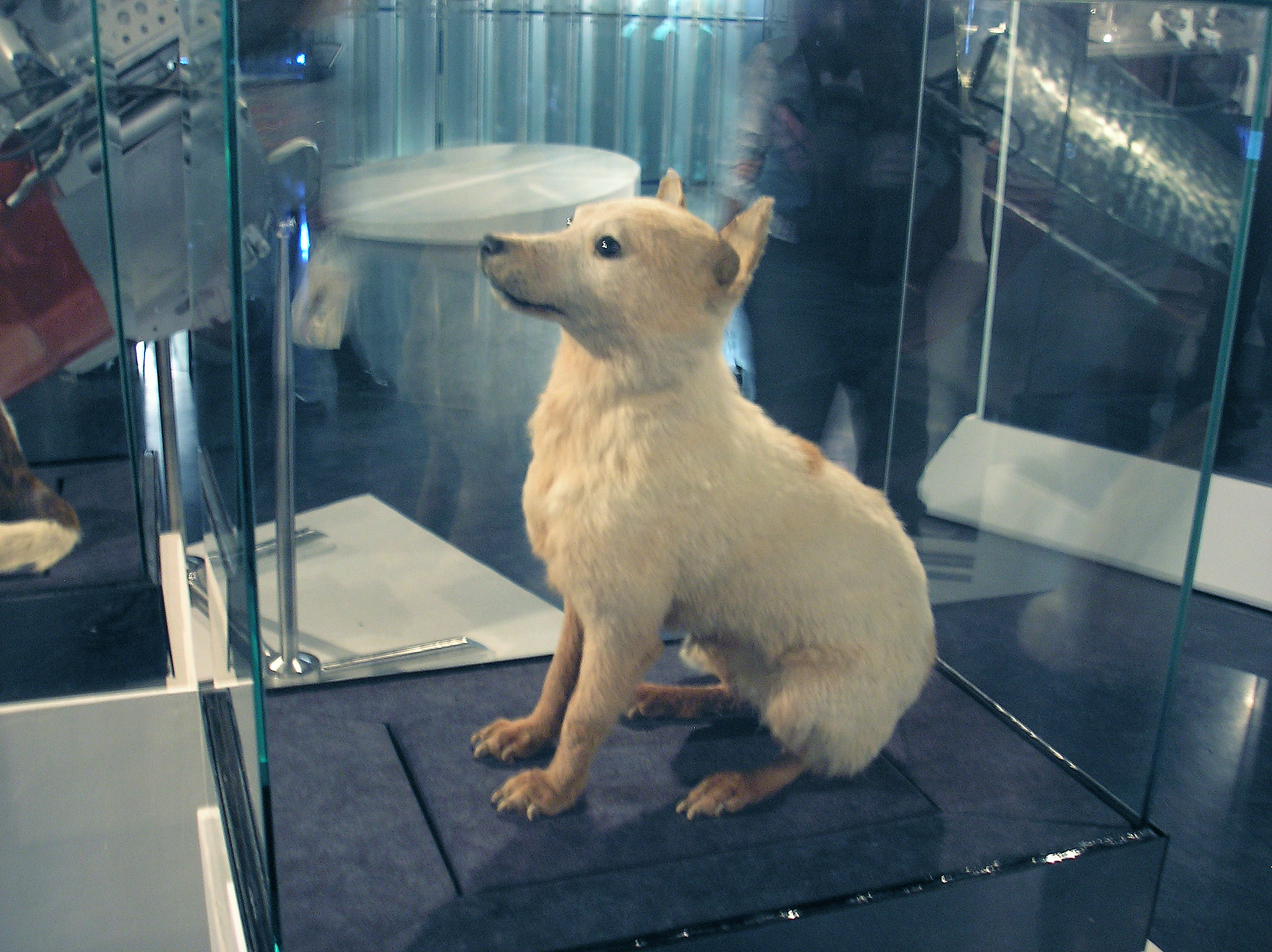
Belka

Belka (Белка,  "Blanquita") y Strelka (Стрелка, "Flechita") fueron perros del programa espacial soviético que pasaron un día en el espacio a bordo del Korabl-Sputnik 2 (Sputnik 5) el 19 de agosto de 1960 antes de regresar sanos y salvos a Tierra. Fueron los primeros seres vivos complejos que sobrevivieron a un viaje orbital en el espacio exterior.

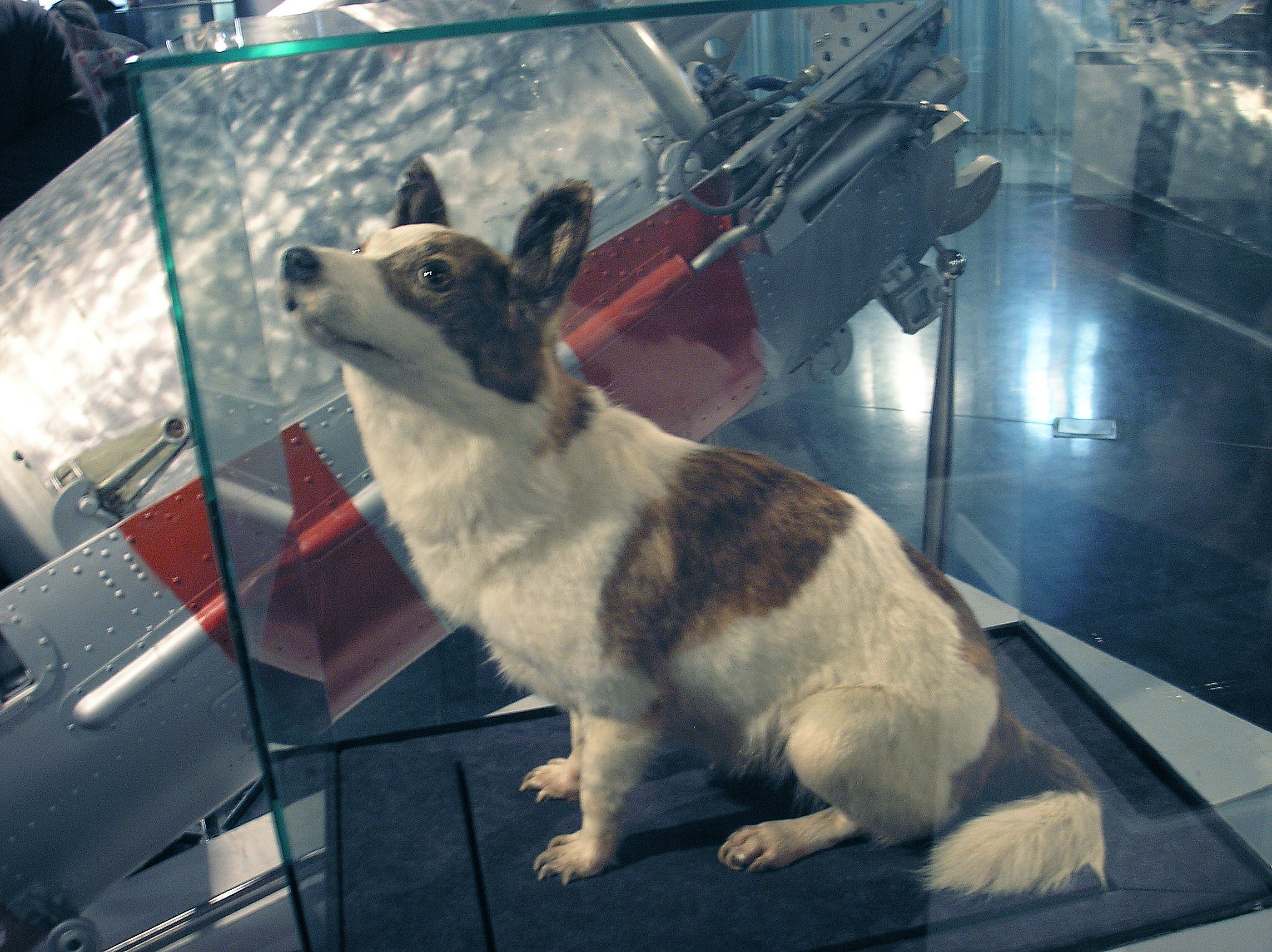
Strelka

Junto a estas dos perritas,  42 ratones, un conejo gris, dos ratas, moscas y varias plantas y hongos fueron enviados al espacio en la misma misión. Todos los pasajeros sobrevivieron. El Sputnik 5 dio 17 vueltas alrededor de la Tierra y permaneció 27 horas en órbita. Estas fueron las primeras criaturas nacidas en la Tierra que orbitaron la Tierra y regresaron con vida, y las primeras recuperadas desde el 20 de febrero de 1947, cuando moscas de la fruta fueron enviadas al espacio por los Estados Unidos y sobrevivieron en un vuelo suborbital. 

El objetivo de la misión era comprobar y comprender las reacciones de los organismos ante la exposición a la gravedad cero en el espacio exterior. 

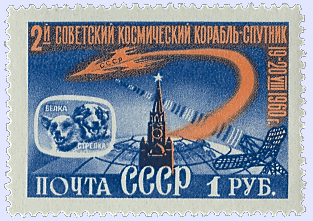
Belka y Strelka en un sello de 1960

Strelka tuvo seis cachorros, entre ellos un perro macho llamado Pushok ("Pelusa") que participó en varios experimentos espaciales terrestres, pero nunca llegó al espacio. Otro de los cachorros se llamó Pushinka (Пушинка, "Esponjosa") y Nikita Khrushchev lo presentó al presidente John F. Kennedy en 1961. Un perro de Kennedy llamado Charlie y Pushinka se aparearon, dando como resultado el nacimiento de cuatro cachorros a los que JFK se refirió en broma como pupniks.  Dos de esos cachorros, Butterfly y Streaker, fueron regalados a niños del Medio Oeste. Los otros dos cachorros, White Tips y Blackie, se quedaron en la casa de los Kennedy en Squaw Island, pero finalmente fueron regalados a amigos de la familia. Los descendientes de Pushinka todavía vivían en 2015. Una fotografía de los descendientes de algunos de los Perros Espaciales se exhibe en el Museo Zvezda en Tomilino, en las afueras de Moscú. 

## Belka y Strelka en el cine

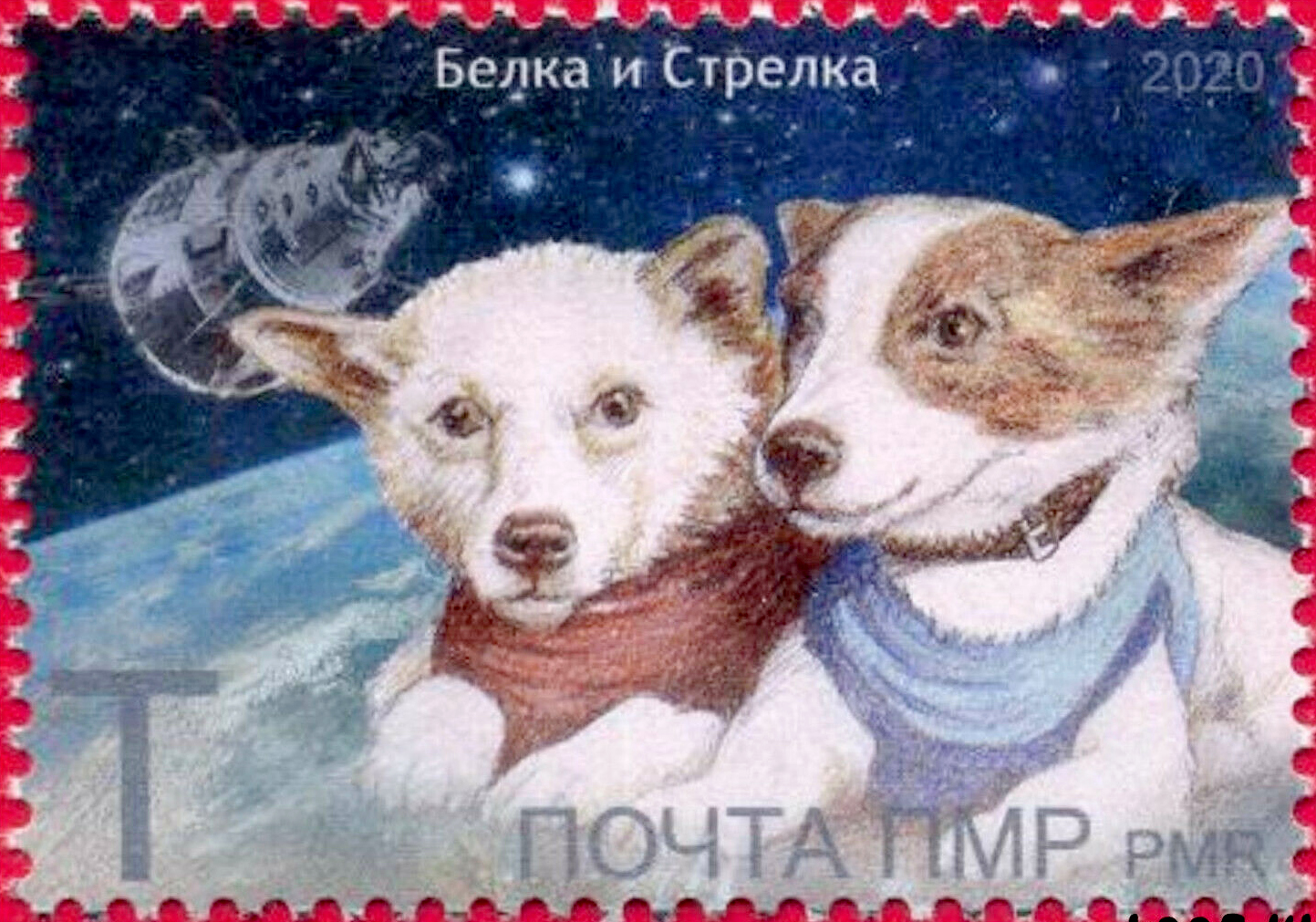
Belka y Strelka, sello 2020 de Transnistria

En 2010 se estrenó la película de animación rusa Belka i Strelka: Zvyozdnye sobaki (Belka and Strelka: Star Dogs; título en inglés: Space Dogs ) y en 2020, la película rusa de fantasía y comedia animada por computadora en 3D "Perros espaciales: Regreso a la Tierra" (en ruso: Белка и Стрелка: Карибская тайна, romanizado: Belka i Strelka. Karibskaya Tayna).